# دهستان قهفرخ
دهستان قهفرخ، یکی از دهستان‌های بخش مرکزی شهرستان فرخ‌شهر در استان چهارمحال و بختیاری ایران است. مرکز این دهستان، روستای خیرآباد است.

## جمعیت
بر پایه سرشماری عمومی نفوس و مسکن در سال ۱۳۹۵، جمعیت دهستان قهفرخ برابر با ۹۷۹ نفر بوده‌است.